# Carl Rupert Nyblom
Carl Rupert Nyblom, född 29 mars 1832 i Uppsala, död 30 maj 1907 i Stockholm, var en svensk estetiker, skald och ledamot av Svenska Akademien.

## Biografi

Fotografi föreställande OD:s ”äldsta kvartett”, som bestod av Jonas Widén, Erik Gustaf Schram, Carl Rupert Nyblom, Oscar Arpi och Johan Gottfrid Wibelius.

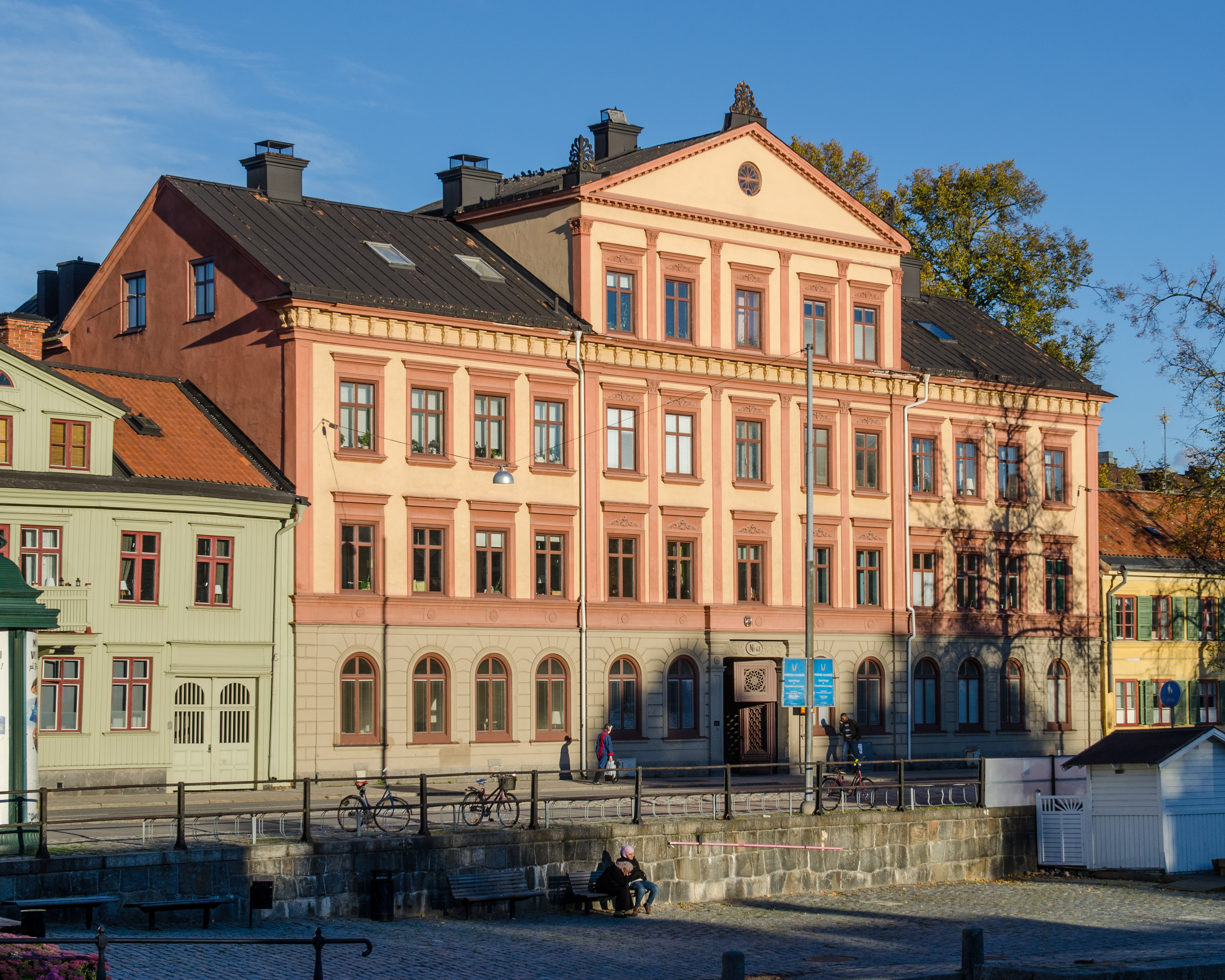
"Vershuset" på Östra Ågatan 65 i Uppsala där familjen Nyblom bodde från och med 1864.

Nyblom var son till skräddarmästaren Anders Nyblom och Anna Johanna Lundin. Han blev student vid Uppsala universitet 1850, filosofie kandidat 1856 och filosofie magister 1857. Han började sin bana som informator och blev 1860 docent i estetik och 1867 professor i samma ämne samt i litteratur- och konsthistoria vid Uppsala universitet. Han var poet, översättare och författare av konst- och litteraturvetenskaplig litteratur. Han använde pseudonymen Carlino.
Carl Rupert Nyblom invaldes som ledamot av Kungliga Vetenskaps- och Vitterhetssamhället i Göteborg 1866 och blev dess hedersledamot år 1900. Han invaldes som ledamot nr 467 av Kungliga Musikaliska Akademien den 24 april 1884.
Nyblom var grundare av och redaktör för Svensk litteraturtidskrift 1865–1868 och ledamot av Nobelkommittén 1900–1907. Han invaldes i Svenska Akademien den 20 mars 1879 på stol 14 efter Elias Fries.
Carl Rupert Nyblom var också en engagerad manskörssångare i Orphei Drängar där han kom med 1854, året efter körens grundande. Han var OD:s hederspresident 1880–1898.
Nyblom var från 1864 gift med Helena Nyblom, far till Sven, Knut och Lennart Nyblom samt farfar till arkitekten Peder Nyblom. Hans grav finns på Uppsala gamla kyrkogård.

### Poesi
- Dikter. Upsala. 1860. Libris 2055766
- Nya dikter. Uppsala. 1865. Libris 2055763

### Estetik
- Bilder från Italien. Upsala. 1864. Libris 1796494
- Om innehåll och form i konsten: kritiskt historisk undersökning. Upsala: Schultz. 1866. Libris 18681166. http://hdl.handle.net/2077/41102
- Estetiska studier. Stockholm. 1873. Libris 365935
- Ett år i södern: bilder från Italien (Ny tillökt uppl.). Upsala: W. Schultz. 1883. Libris 1599344. https://runeberg.org/ncritalien/ - Ny tillökt uppl.
- Estetiska studier: ny samling. Uppsala. 1884. Libris 365939
- Skönhetslärans huvudbegrepp.. [S.l.]. 1893. Libris 1246561

### Självbiografi
- En sjuttioårings minnen: anteckningar. Stockholm. 1908. Libris 108686. https://runeberg.org/crnminne/

### Biografier
- Dikter /af Carl Rupert Nyblom. Upsala. 1860. Libris 18244673. http://hdl.handle.net/2077/40146
- Ny dikter /af Carl Rupert Nyblom. Uppsala. 1865. Libris 18244710. http://hdl.handle.net/2077/40145
- Runeberg, Johan Ludvig (1876). Samlade skrifter. Svenska folkets uppl. /[red. af C.R. Nyblom ; med lefnadsteckning]. Stockholm: Beijer. Libris 448829
- Adolf Fredrik Lindblad: minnesteckning. Stockholm. 1881. Libris 1835429
- Carl Fredrik Adelcrantz: minnesteckning i Svenska akademien. Stockholm: Norstedt. 1891. Libris 3286619
- Fredrik Wilhelm Scholander: minnesteckning. Stockholm. 1899. Libris 865521
- Minne af Fredrika Bremer. Stockholm: Norstedt. 1902. Libris 8695045

### Översättningar (urval)
- Thomas Moore: Irländska melodier (Irish melodies) (Wahlström, 1858)
- Bjørnstjerne Bjørnson: Arne (Arne) (Edquist, 1860)
- William Shakespeare:  William Shakespears sonetter. Upsala: Schultz. 1871. Libris 10236591 Fulltext: Göteborgs universitetsbibliotek, Projekt Runeberg.
- Mark Twain: Valda skizzer (Schultz, 1873)
- Jonathan Swift: Gullivers resor till Lilliput och Brobdingnag (Gulliver's travels) (Fritze, 1876)
- Dikter från främmande länder. Stockholm: Samson. 1876. Libris 1596380
- Frédéric Mistral: Mirèio: provensalisk dikt (Mirèio) (Bonnier, 1904)

## Utmärkelser
- 1853 Mindre priset i skaldekonst